# Vernaison
Vernaison és un municipi francès, situat a la metròpoli de Lió i a la regió de Alvèrnia - Roine-Alps. L'any 2007 tenia 4.365 habitants.

## Demografia

### Població
El 2007 la població de fet de Vernaison era de 4.365 persones. Hi havia 1.492 famílies de les quals 320 eren unipersonals (136 homes vivint sols i 184 dones vivint soles), 376 parelles sense fills, 660 parelles amb fills i 136 famílies monoparentals amb fills.
La població ha evolucionat segons el següent gràfic:
Habitants censats

### Habitatges
El 2007 hi havia 1.584 habitatges, 1.523 eren l'habitatge principal de la família, 15 eren segones residències i 46 estaven desocupats. 954 eren cases i 624 eren apartaments. Dels 1.523 habitatges principals, 919 estaven ocupats pels seus propietaris, 573 estaven llogats i ocupats pels llogaters i 31 estaven cedits a títol gratuït; 13 tenien una cambra, 81 en tenien dues, 294 en tenien tres, 419 en tenien quatre i 716 en tenien cinc o més. 1.070 habitatges disposaven pel capbaix d'una plaça de pàrquing. A 636 habitatges hi havia un automòbil i a 744 n'hi havia dos o més.

### Piràmide de població
La piràmide de població per edats i sexe el 2009 era:
| Homes | Edats   | Dones |
| ----- | ------- | ----- |
| 0     | 95 o +  | 16    |
| 4     | 90 a 94 | 16    |
| 16    | 85 a 89 | 44    |
| 4     | 80 a 84 | 44    |
| 56    | 75 a 79 | 36    |
| 24    | 70 a 74 | 72    |
| 72    | 65 a 69 | 48    |
| 92    | 60 a 64 | 76    |
| 128   | 55 a 59 | 100   |
| 120   | 50 a 54 | 136   |
| 184   | 45 a 49 | 156   |
| 156   | 40 a 44 | 208   |
| 128   | 35 a 39 | 172   |
| 116   | 30 a 34 | 112   |
| 108   | 25 a 29 | 112   |
| 124   | 20 a 24 | 116   |
| 208   | 15 a 19 | 144   |
| 172   | 10 a 14 | 168   |
| 168   | 5 a 9   | 188   |
| 120   | 0 a 4   | 84    |

## Economia
El 2007 la població en edat de treballar era de 2.836 persones, 2.068 eren actives i 768 eren inactives. De les 2.068 persones actives 1.884 estaven ocupades (990 homes i 894 dones) i 184 estaven aturades (89 homes i 95 dones). De les 768 persones inactives 216 estaven jubilades, 285 estaven estudiant i 267 estaven classificades com a «altres inactius».

### Ingressos
El 2009 a Vernaison hi havia 1.539 unitats fiscals que integraven 4.237,5 persones, la mediana anual d'ingressos fiscals per persona era de 21.861 €.

### Activitats econòmiques
Dels 190 establiments que hi havia el 2007, 1 era d'una empresa extractiva, 2 d'empreses alimentàries, 8 d'empreses de fabricació d'altres productes industrials, 30 d'empreses de construcció, 34 d'empreses de comerç i reparació d'automòbils, 6 d'empreses de transport, 12 d'empreses d'hostatgeria i restauració, 5 d'empreses d'informació i comunicació, 11 d'empreses financeres, 8 d'empreses immobiliàries, 26 d'empreses de serveis, 37 d'entitats de l'administració pública i 10 d'empreses classificades com a «altres activitats de serveis».
Dels 50 establiments de servei als particulars que hi havia el 2009, 1 era una oficina de correu, 2 oficines bancàries, 3 tallers de reparació d'automòbils i de material agrícola, 2 autoescoles, 6 paletes, 5 guixaires pintors, 4 fusteries, 5 lampisteries, 5 electricistes, 3 perruqueries, 1 veterinari, 6 restaurants, 5 agències immobiliàries, 1 tintoreria i 1 saló de bellesa.
Dels 12 establiments comercials que hi havia el 2009, 1 era una botiga de menys de 120 m², 3 fleques, 1 una carnisseria, 1 una llibreria, 1 una botiga d'equipament de la llar, 2 drogueries, 1 una perfumeria i 2 floristeries.
L'any 2000 a Vernaison hi havia 4 explotacions agrícoles que ocupaven un total de 36 hectàrees.

## Equipaments sanitaris i escolars
El 2009 hi havia 2 farmàcies i 1 ambulància.
El 2009 hi havia 1 escola maternal i 2 escoles elementals.

## Poblacions més properes
El següent diagrama mostra les poblacions més properes.